# Salvatore Quasimodo
Salvatore Quasimodo (ur. 20 sierpnia 1901 w Modica, zm. 14 czerwca 1968 w Neapolu) – poeta włoski. Laureat Nagrody Nobla w dziedzinie literatury za rok 1959. Studiował inżynierię w zakresie budownictwa drogowego, imając się różnych zawodów. Przed wojną zajął się zawodowo dziennikarstwem, równocześnie rozwijając twórczość oryginalną. W 1945 wstąpił do Włoskiej Partii Komunistycznej. Po wojnie został profesorem literatury włoskiej w Mediolanie. Był też krytykiem teatralnym. Równolegle do swojej oryginalnej liryki prowadził ożywioną działalność przekładową. Tłumaczył antyczną poezję grecką i łacińską, jak również anglojęzyczną (Ezry Pounda, E.E.Cummingsa i Conrada Aikena. przyswajał też dramaty Williama Szekspira. Wśród przekładanych utworów znalazły się wiersze Adama Mickiewicza.
Początkowo poeta pozostawał pod wpływem hermetyzmu, czyli włoskiej odmiany symbolizmu.
22 listopada 1950 w Warszawie na II Kongresie Obrońców Pokoju został wybrany w skład Światowej Rady Pokoju.

## Dzieła
- Wody i ziemie (1930)
- Zatopiony obój (1932)
- Aromat eukaliptusa i inne wiersze (1933)
- Erato i Apollo (1936)
- Poezje (1938)
- I nagle wieczór (1942)
- Dzień po dniu (1947)
- Życie nie jest snem (1949)
- Fałszywa i prawdziwa zieleń (1960)

## Przekłady
Wiersze poety na język polski tłumaczyli między innymi Zbigniew Bieńkowski, Władysław Broniewski, Mieczysława Buczkówna, Anna Cierniakówna, Stanisław Ryszard Dobrowolski, Julia Hartwig, Jarosław Iwaszkiewicz, Mieczysław Jastrun, Jerzy Ficowski, Anna Kamieńska, Jerzy Kierst, Włodzimierz Lewik, Artur Międzyrzecki, Bogdan Ostromęcki, Julian Przyboś, Adam Ważyk, Witold Wirpsza i Wiktor Woroszylski.